# Olga Benário
Olga Benario (Monaco di Baviera, 12 febbraio 1908 – Bernburg, 23 aprile 1942) è stata una politica tedesca.
Comunista, ebrea e compagna dell'uomo politico brasiliano Luís Carlos Prestes, nel 1936 fu espulsa dal Brasile e consegnata in Germania alle autorità naziste che, dopo una lunga prigionia, la uccisero nella camera a gas del lager di Bernburg. In Brasile è nota come Olga Benário Prestes.

## Biografia
Olga Gutmann Benario proveniva da una famiglia ebrea molto benestante di Monaco di Baviera, figlia di Leo Benario e di Eugénie Gutmann. L'avvocato Benario (di probabili lontane origini franco-spagnole) aveva idee politiche socialdemocratiche: nel suo studio legale di Karlplatz riceveva tanto la ricca clientela della borghesia cittadina, quanto modesti operai che egli difendeva gratuitamente.

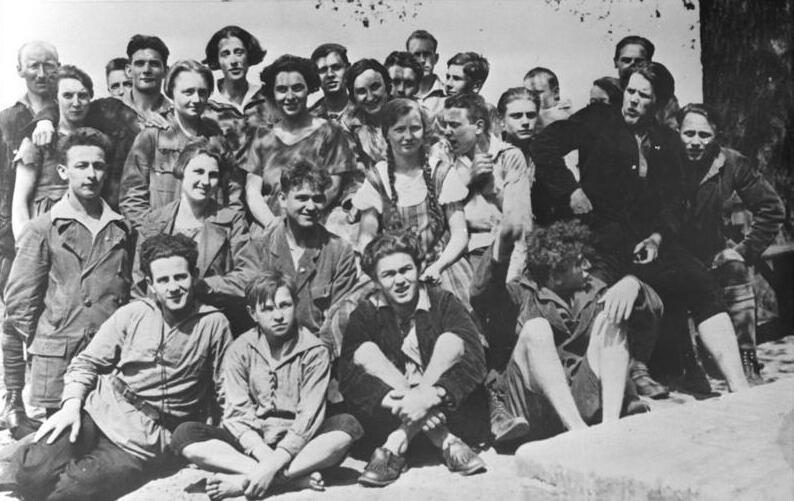
In ultima fila, con i compagni della KJVD

Il successo della Rivoluzione bolscevica e la grave crisi economica e sociale in cui, nel dopoguerra, versava la Repubblica di Weimar, le fece ritenere che la soluzione positiva per la Germania potesse trovarsi nel socialismo e così, appena quindicenne, Olga si iscrisse al KJVD, la Lega Giovanile Comunista di Germania e, per rendersi indipendente dalla famiglia, s'impiegò come commessa in una libreria dell'elegante centro di Monaco.
Alla fine del 1923 conobbe e s'innamorò di Otto Braun (1900-1974), un colto ventitreenne comunista che aveva tuttavia già compiuto esperienze rivoluzionarie durante la fallita sollevazione spartachista del 1919, il quale le consigliò le letture necessarie per la formazione di una militante esperta. Quando questi fu chiamato dal suo Partito a Berlino, Olga non esitò a seguirlo.
Il Partito comunista tedesco, per quanto la sua attività politica fosse permessa dalle autorità, si era data anche una struttura clandestina: a Berlino andarono a vivere in una povera soffitta sulla Weserstrasse e Olga assunse il nome di Frieda Wolf Behrendt, moglie di Arthur Behrendt, ossia dello stesso Otto Braun. Nella realtà erano amanti, ma marito e moglie soltanto sulla carta, essendo allora Olga del tutto contraria al matrimonio, da lei considerata un'istituzione borghese che asserviva la donna all'uomo.

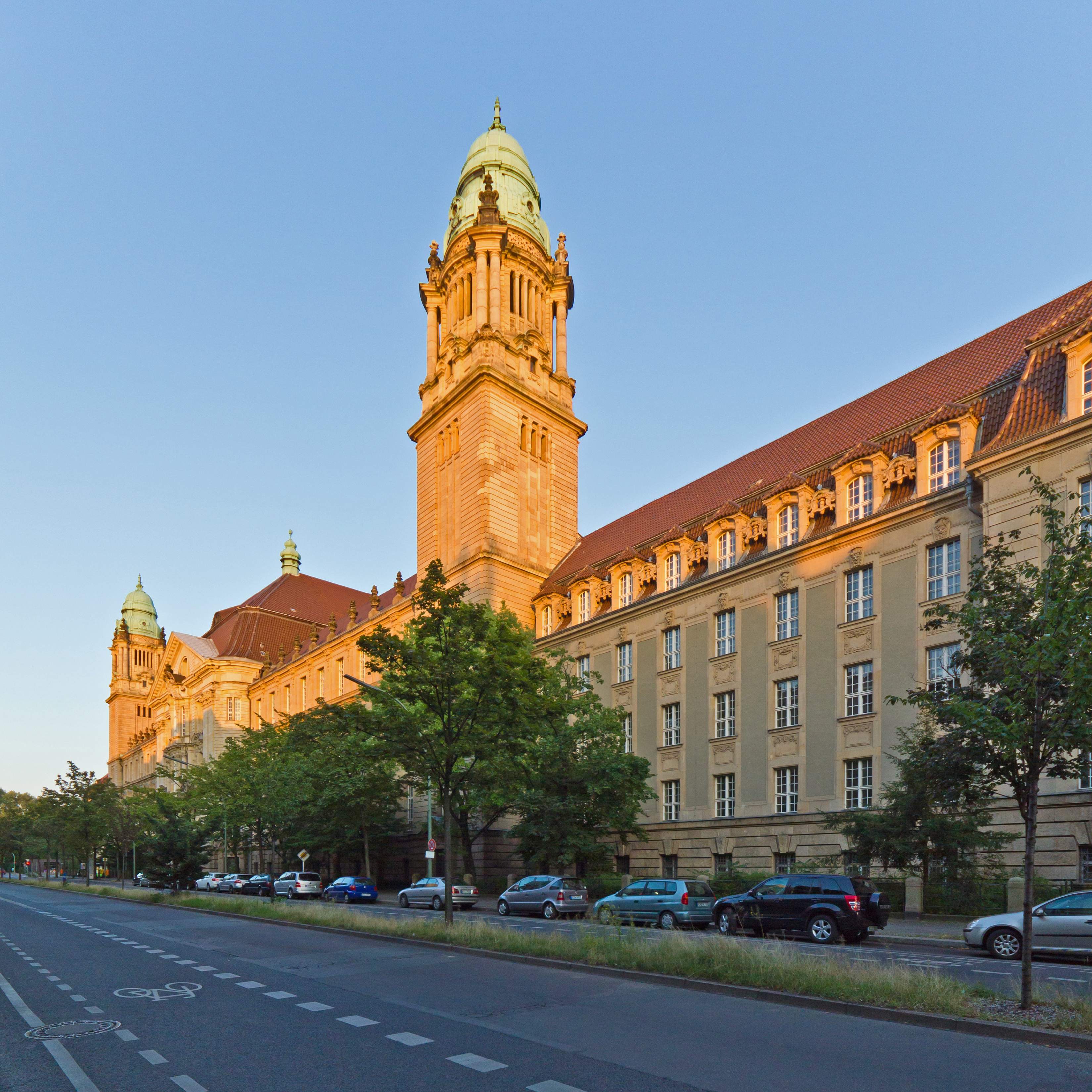
La corte penale di Moabit

L'attività di Olga era quella consueta di ogni militante comunista: stampe di ciclostili, volantinaggi, picchetti alle fabbriche in sciopero, manifestazioni, la lettura dei classici del marxismo e le riunioni con i compagni fino a notte nella birreria Müller della Zietenstrasse.
Nel 1926, mentre intanto l'influenza del Partito continuava a crescere nel paese, Olga fu promossa segretaria politica della gioventù comunista di Berlino. Nell'ottobre fu arrestata con Otto Braun con una serie di accuse gravissime: partecipazione ad associazione clandestina, tentativo di modificare con la violenza la Costituzione, alto tradimento. Accuse però senza fondamento, tanto che il 2 dicembre, dopo due mesi di interrogatori, fu rilasciata, mentre il suo compagno Otto rimase in carcere senza la possibilità di ricevere visite e ottenere assistenza legale. L'accusa nei suoi confronti era di essere una spia al soldo dell'Unione Sovietica.
Quando, dopo più di un anno di carcere, l'11 aprile 1928 Otto Braun veniva condotto, direttamente dalla prigione alla stanza del giudice istruttore incaricato dell'inchiesta, nell'edificio della Corte penale di Moabit, quartiere di Berlino, un gruppo di giovani, comandato da Olga, armata di pistola, s'impadroniva del prigioniero.
L'azione fu rapida e incruenta: il gruppo riuscì a dileguarsi e vane furono le ricerche e inutile la taglia di 5 000 marchi posta sul capo dell'evaso. Otto e Olga stettero nascosti per qualche tempo a Berlino poi, in auto e con falsi documenti, espatriarono in Polonia per raggiungere in treno l'Unione Sovietica.

### In Unione Sovietica

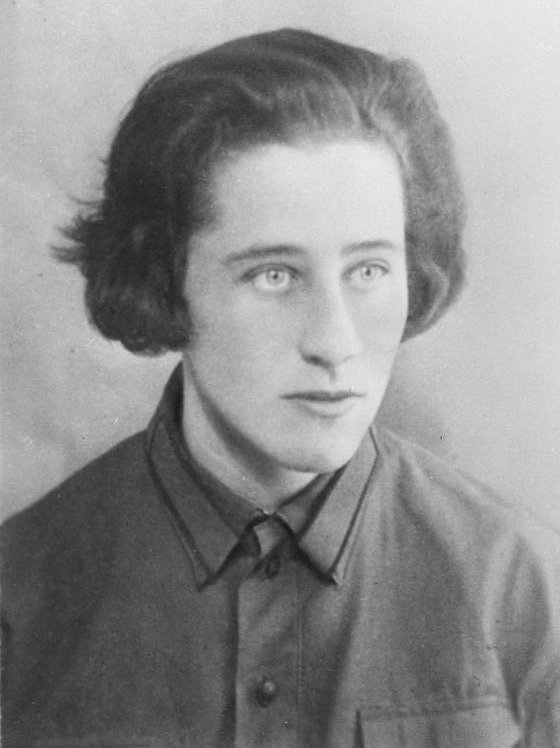
Olga Benario in divisa militare

A Mosca Olga ricevette il nuovo nome di Olga Sinek, entrò a far parte del Comitato centrale della Gioventù comunista internazionale («Kommunističevskij Internacional Molodeži», o KIM), e seguì un lungo corso di addestramento militare a Borisoglebsk, imparando a usare le armi, ad andare a cavallo, a pilotare aerei e a lanciarsi con il paracadute: finita la relazione con Otto Braun, alla fine del 1931, con il nome di Eva Kruger, fu inviata dall'Internazionale in missione a Parigi dove un giorno, in seguito alla sua partecipazione a una manifestazione, fu espulsa. Dal Belgio passò allora a Londra, dove fu ancora fermata dalla polizia e schedata e tornò finalmente a Mosca dove, nel 1934, fu messa in contatto con un giovane comunista brasiliano, Luís Carlos Prestes.
Prestes aveva alle sue spalle una vicenda politica strettamente legata alla recente storia del paese sudamericano. Dalla fine dell'Ottocento le oligarchie degli Stati di San Paolo – costituite da produttori di caffè - e quelle di Minas Gerais – legate all'agricoltura, all'allevamento del bestiame e alla produzione del latte – avevano formato all'alleanza politica, chiamata per questo motivo la «politica del caffelatte», in base alla quale alla presidenza della Repubblica federale brasiliana si sarebbero alternati i governatori di questi due Stati, che erano gli esponenti politici rappresentanti quei due maggiori potentati economici del Brasile. La ragione dell'accordo era quella di non creare conflitti all'interno della stessa classe dominante che esprimeva due tendenze politiche divergenti: quella dei produttori di caffè e della borghesia commerciale, volta all'esportazione, che necessitava di una politica economica liberista, e quella dei latifondisti, indirizzata al consumo interno e interessata a una politica di protezionismo economico. Il compromesso politico era garantito da un sistema generalizzato di corruzione: brogli elettorali, spartizioni di incarichi, favoritismi clientelari, repressione dell'opposizione politica e sindacale.

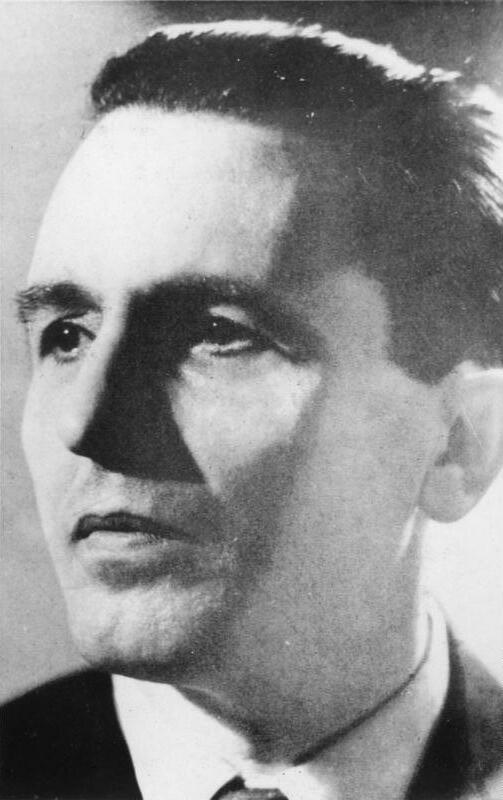
Luis Carlos Prestes nel 1930

Nell'ottobre del 1924, l'ingegnere e capitano dell'esercito brasiliano Luis Carlos Prestes aveva guidato un centinaio di ribelli che, formatosi nello Stato del Rio Grande do Sul per combattere la dittatura del presidente Artur da Silva Bernardes, era risalito per il Paraná, sperando di poter sollevare altre guarnigioni per giungere al rovesciamento del regime. Prestes riuscì a formare solo un contingente di 1 500 uomini che, sviluppando una forma di guerriglia, riuscì a tenere in scacco per tre anni le forze governative senza subire sconfitte ma senza nemmeno riuscire nell'obiettivo di sollevare le masse contadine, così che nel 1927 Prestes, soprannominato il «Cavaliere della speranza» e comandante della «Invitta Colonna Prestes», sciolse il gruppo combattente espatriando in Bolivia.
Qui ricevette la visita di Astrojildo Pereira, uno dei fondatori del Partito comunista brasiliano, che lo invitò ad aderire. Prestes prese tempo: passò in Argentina e a Buenos Aires entrò in contatto con diversi esponenti comunisti latino-americani.
La crisi economica mondiale del 1929 aveva messo in ginocchio anche l'economia brasiliana e spezzato i vecchi accordi tra le oligarchie: nel 1930 Getúlio Vargas, espressione dei latifondisti dello Stato di Minas Gerais ma consumato populista, presentò un programma progressista e si candidò contro il paulista Júlio Prestes (omonimo, non parente di Luís Carlos), ma fu sconfitto. Lamentando brogli elettorali, Vargas reagì organizzando con successo un colpo di Stato militare - al quale aveva chiesto l'adesione di Luís Carlos Prestes, rientrato clandestinamente in Brasile, che però rifiutò di parteciparvi - impadronendosi del potere e rinnegando gran parte delle promesse elettorali. Abolita la Costituzione e sciolto il Parlamento, assunse nella sua persona il potere legislativo ed esecutivo, adottando una politica di repressione delle organizzazioni sindacali. Dovette soffocare una rivolta scoppiata a Recife nell'ottobre del 1931 e far fronte, l'anno dopo, all'insurrezione dello Stato di San Paolo.
A questo punto Luís Carlos Prestes pubblicò una lettera aperta, nella quale sosteneva la necessità che i lavoratori si ponessero alla testa di un movimento rivoluzionario: divenuto un dirigente del Partito comunista brasiliano grazie alle pressioni esercitate direttamente dal Comintern sul Partito brasiliano, Prestes si trasferì nel 1931 in Unione Sovietica, dove lavorò come ingegnere, studiò la teoria marxista e la tattica leninista e finalmente, incaricato dall'Internazionale Comunista, alla fine del 1934 sembrò essere pronto per la difficile impresa di organizzare in Brasile un movimento rivoluzionario. Il Comintern, di fronte al successo del fascismo in Europa, aveva abbandonato la politica di violenta contrapposizione alle socialdemocrazie fin lì perseguita e aveva proclamato la necessità di un fronte unito contro i regimi reazionari: il 30 dicembre Olga e Luís Carlos - secondo i falsi documenti, i coniugi Olga Sinek e Pedro Fernández - partirono insieme per il lungo viaggio che doveva condurli in Brasile.

### In Brasile

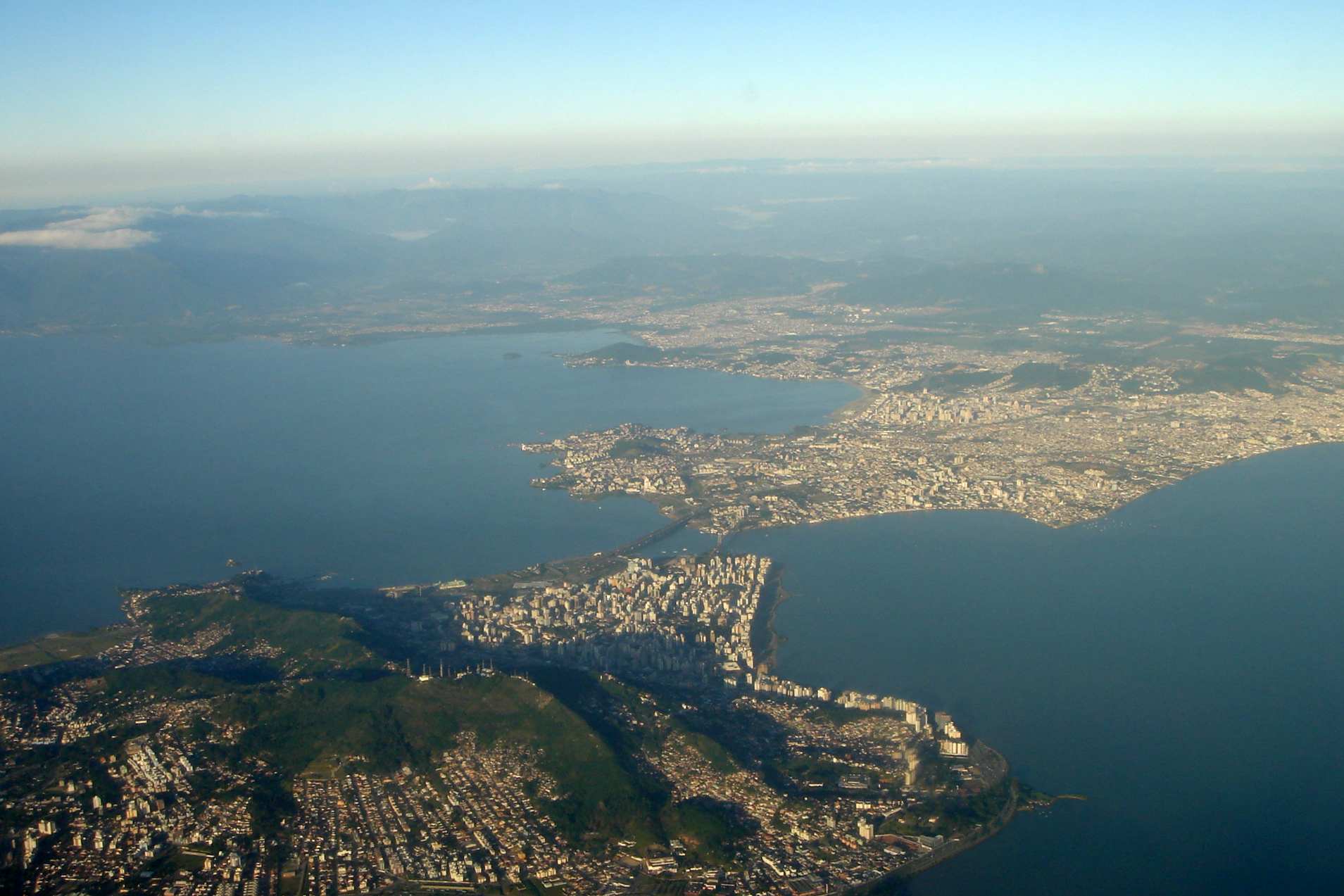
Veduta aerea di Florianópolis

Viaggiarono in treno da Mosca a Leningrado e di qui a Helsinki: occorreva naturalmente evitare il passaggio attraverso la Germania, e nella traversata per nave da Helsinki a Stoccolma i due rivoluzionari festeggiarono il nuovo anno. Giunti a Copenaghen s'imbarcarono per Amsterdam dove soggiornarono per due settimane in attesa di uno dei tanti contatti clandestini che li attendevano nei loro spostamenti. Dopo una breve sosta a Bruxelles, si trasferirono a Parigi, dove ricevettero l'ordine di proseguire per Rouen: qui, l'8 marzo 1935, il console del Portogallo li fornì di falsi documenti intestati al commerciante di Lisbona Antônio Vilar e a sua moglie Maria Bergner Vilar.
Tornati a Parigi, chiesero e ottennero dall'ambasciata americana il visto d'ingresso per gli Stati Uniti: curiosamente, dovettero, come d'obbligo, sottoscrivere la dichiarazione di non essere comunisti. Era ormai arrivato il momento di lasciare la vecchia Europa, e da Brest i coniugi Vilar s'imbarcarono per New York: si sa che le crociere stimolano nei viaggiatori i sentimenti più romantici e così, quando il 26 marzo giunsero nella grande città americana, i Vilar erano due coniugi di fatto e non più soltanto sulla carta.
Spedito gran parte del bagaglio a Rio de Janeiro, dopo cinque giorni di sosta a New York i Vilar si trasferirono a Miami da dove, in aereo e con frequenti scali, il 5 aprile raggiunsero Santiago del Cile. Non era finita: a Buenos Aires i due viaggiatori «portoghesi» ottennero il visto d'ingresso per il Brasile e, passati a Montevideo, presero un idrovolante che il 15 aprile li depositò a Florianópolis: in Brasile, finalmente. Di qui nella notte raggiunsero e alloggiarono a San Paolo.

#### La costituzione dell'«Aliança Nacional Libertadora»
Intanto in Brasile, già dalla seconda metà del 1934 un piccolo numero di accademici e di militari - Francisco Mangabeira, Manuel Venâncio Campos da Paz, Mesia Rolim, Carlos da Costa Leite e Aparicio Torelly – avevano tenuto periodiche riunioni a Rio de Janeiro con l'obiettivo di creare una organizzazione politica in grado di sostenere rivendicazioni di carattere democratico: il risultato fu la fondazione della Aliança Nacional Libertadora (ANL) il cui programma di base, pubblicato nel febbraio del 1935, aveva come punti principali la sospensione del debito estero del paese, la nazionalizzazione delle imprese straniere - numerose, in Brasile, specialmente statunitensi e inglesi - la riforma agraria, una politica economica a favore dei piccoli proprietari terrieri e delle medie imprese, l'attuazione delle più ampie libertà democratiche e la costituzione di un nuovo governo che questo programma intendesse realizzare.

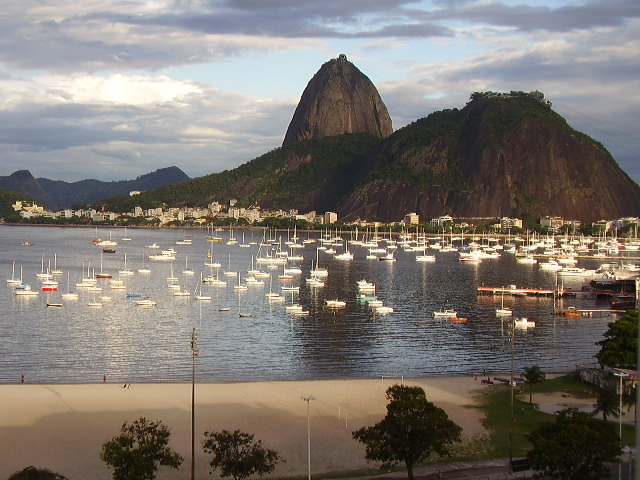
Rio de Janeiro: la spiaggia di Botafogo

Nel marzo del 1935 erano stati nominati i dirigenti dell'Alleanza: il presidente Hercolino Cascardo, comandante della Marina militare, il vicepresidente Amoreti Osório e l'avvocato Francisco Mangabeira, l'ufficiale Roberto Sisson, il giornalista Benjamin Cabello e il medico Manuel Venâncio Campos da Paz. Durante una manifestazione pubblica era stato proclamato presidente onorario dell'ANL Luis Carlos Prestes - in quel momento ancora in viaggio sotto falso nome - in virtù della popolarità e il prestigio procuratosi alcuni anni prima. Nell'Alleanza non comparivano ufficialmente esponenti del piccolo Partito comunista brasiliano proprio per favorire la convergenza in essa del più ampio numero di elementi della classe media disposti a impegnarsi nella democratizzazione in senso liberale del Paese. Vi aderirono diverse centinaia di migliaia di persone - i più ottimisti parlarono di un milione di iscritti - dai comunisti ai socialisti e ai liberali, e molte adesioni pervennero dai militari.
Nei primi di maggio, nel corso di un'altra manifestazione tenuta a San Paolo, fu data lettura di una lettera di Prestes, nella quale egli, dopo aver ricordato la sua esperienza in Unione Sovietica dove aveva contribuito «alla edificazione del socialismo», dichiarava di riconoscere alla Alleanza Nazionale di Liberazione un carattere «antimperialista, combattivo, rivoluzionario» e rivolgendosi «agli operai, ai contadini, ai soldati e marinai, agli studenti, agli intellettuali onesti, alla piccola borghesia delle città e a tutti quelli che soffrono per la situazione di miseria e di fame», li chiamava «a lottare per la liberazione nazionale del Brasile [...] per farla finita con il regime feudale e per difendere i diritti democratici sempre più soffocati dalla barbarie fascista o fascistoide».
All'inizio di quel 1935, erano giunti a Rio de Janeiro altri personaggi apparentemente legati al Comintern: i tedeschi Elise e Arthur Ernst Ewert, ed Erika e Franz Paul Gruber, gli argentini Carmen e Rodolfo Ghioldi, i belgi Alphonsine e Léon-Jules Vallée, lo statunitense Victor Allen Barron: in realtà i coniugi Gruber era due spie al servizio dell'Intelligence Service di Sua Maestà britannica, come alla fine dell'anno l'ANL scoprirà a sue spese e troppo tardi. In maggio anche Olga Benario e Prestes si stabilirono a Rio, andando ad abitare - sempre con falso nome - in un alloggio di via Barâo da Torre, nel signorile quartiere di Botafogo.

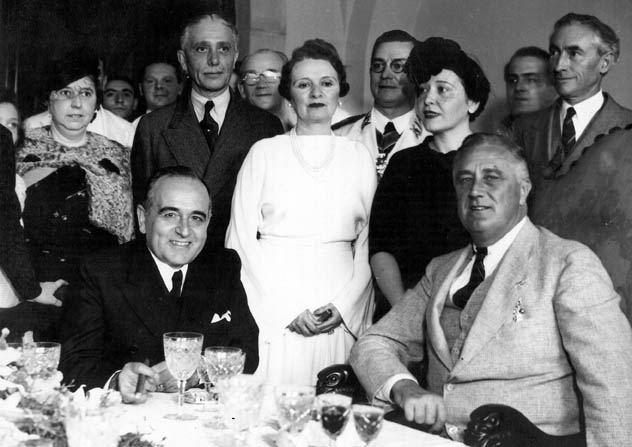
Il dittatore brasiliano Vargas con il presidente statunintense Roosevelt

L'adesione di molti ufficiali dell'esercito all'ANL sconcertava non poco i dirigenti comunisti, che temevano che l'Alleanza e la prospettata rivoluzione potessero subire in caso di successo una deriva nazionalistica, lontana dalle prospettive e dalla tradizione politica comunista. Per motivi diversi anche il presidente brasiliano Getúlio Vargas aveva motivo di preoccuparsi della popolarità che circondava l'associazione. Dopo che, il 5 luglio, il deputato del Paraná Otávio da Silveira lesse alla Camera dei deputati il manifesto scritto da Prestes nel quale si annunciava prossimo «il momento dell'assalto» che l'ANL, con il concorso della popolazione, avrebbe dato all'«odioso governo di Vargas», questi emanò l'11 luglio il decreto di scioglimento della Aliança Nacional Libertadora.
Annunciare un «assalto» senza attuarlo immediatamente o senza essere ancora in grado di assumere una tale iniziativa era stato certamente un grave errore tattico: ora l'ANL era costretta all'illegalità, nella quale agiva in stretto contatto con il Partito comunista di Maciel Bonfim "Miranda". Ci furono delle defezioni, come quella del generale Miguel Costa, vecchio amico di Prestes: altri, come Rodolfo Ghioldi, non credevano alla possibilità di successo di azioni rivoluzionarie a breve termine. Prestes era invece ottimista: illuso dalle due insurrezioni militari, avvenute il 23 novembre a Natal e il 24 a Recife - che di lì a pochi giorni saranno però facilmente soffocate dalle truppe governative - egli annunciò in una riunione clandestina che la Marina militare brasiliana era pronta ad appoggiare un'insurrezione generale guidata dall'ANL. Fu allora deciso che la rivolta decisiva sarebbe iniziata a Rio de Janeiro, alle tre di notte del 27 novembre.

#### Il fallimento della rivolta

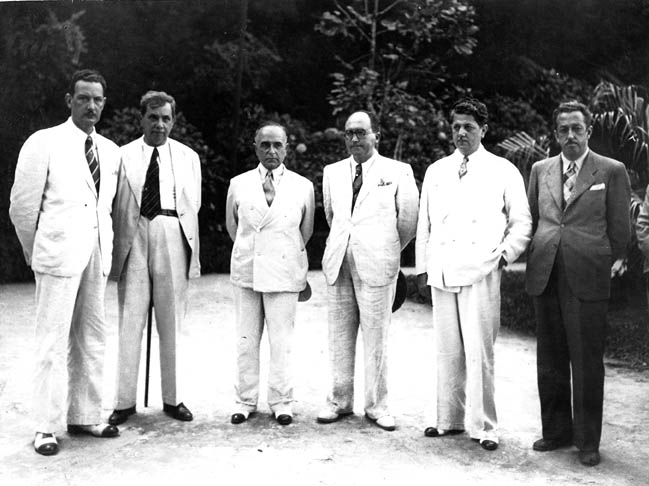
A sinistra, il capo della polizia Filinto Müller

All'alba del 27 novembre si sollevarono soltanto una parte del 3º Reggimento di fanteria e la Scuola di aviazione militare: bastarono poche ore di combattimenti e il pronunciamento militare fu domato. Seguirono gli arresti degli ufficiali rivoltosi e in pochi giorni migliaia di dirigenti, di iscritti e di simpatizzanti dell'ANL e del Partito comunista finirono in carcere. Non Olga e Luís Carlos: solo quando, il 26 dicembre, Olga vide arrestare gli amici Elise e Arthur Ewert, che abitavano in una casa vicina, capì che occorreva abbandonare il vecchio rifugio. Si trasferirono in casa di Victor Barron, a Copacabana, e poi affittarono, insieme con una coppia di comunisti, Manoel e Júlia dos Santos, un villino in rua Honório, nel popolare quartiere di Méier.
A capo degli investigatori che cercavano di chiarire gli scenari e i responsabili della rivolta, e a mettere le mani su Prestes, era il capitano Filinto Müller, uno degli uomini duri del regime di Vargas e nemico personale di Prestes, da quando Müller lo aveva tradito nel 1925 disertando il gruppo armato del «Cavaliere della speranza» e scappando in Argentina con la cassa della «Colonna»: egli aveva messo una forte taglia su Luís Carlos, esigendone la cattura vivo o morto. Mentre i servizi segreti inglesi e americani collaboravano con il regime di Vargas cercando di ricostruire i movimenti e le reali identità degli stranieri implicati nella rivolta, la polizia brasiliana torturava i prigionieri per farsi indicare il nascondiglio del capo dell'ANL.
Grazie alle confessioni di Rodolfo Ghioldi, la polizia risalì all'americano Victor Barron, l'unico che conoscesse l'indirizzo di Prestes e Olga: ferocemente torturato, Barron morì sotto le sevizie per un'emorragia interna e la sua morte, nell'indifferenza delle autorità degli Stati Uniti, fu fatta passare per suicidio.

#### L'arresto

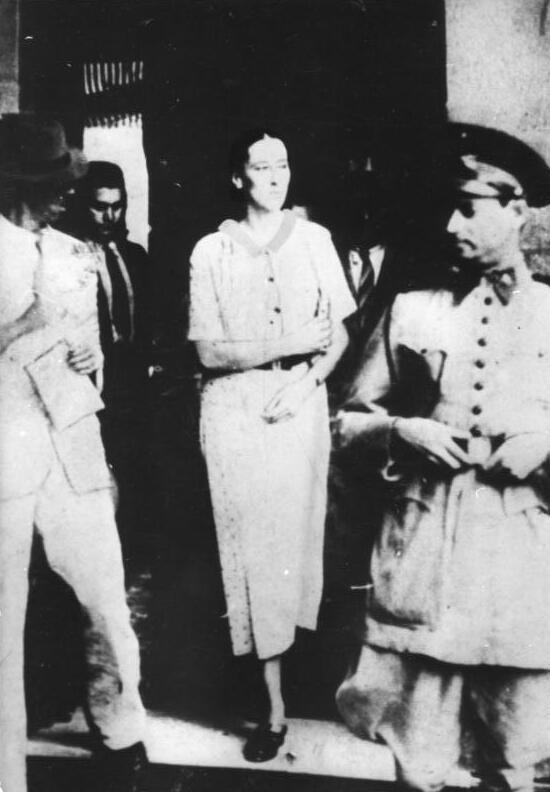
Olga Benario durante la detenzione

La notte del 5 marzo 1936 molte decine di soldati e poliziotti cominciarono una sistematica perquisizione di tutte le case di rua Honório. Evidentemente non avevano un indirizzo preciso, ma finirono per picchiare anche alla porta del numero 279: arrestati, Olga e Prestes furono condotti alla sede centrale della polizia. Qui furono separati e, senza che lo sapessero, da allora non si sarebbero più rivisti.
Durante i primi interrogatori, Olga sostenne di chiamarsi Bergner, di essere belga di origine e ora brasiliana in virtù del suo matrimonio con Luís Carlos Prestes. A questo punto, la maggiore preoccupazione di Olga era quella di non rivelare le sue origine tedesche per evitare di essere estradata in Germania. Ma l'ambasciatore brasiliano a Berlino fece i passi necessari per scoprire la sua identità e la Gestapo gli fornì le notizie richieste: la donna si chiamava Olga Benario, era un'ebrea tedesca, agente del Comintern e nel 1928 era stata condannata a tre mesi di prigione per aver favorito l'evasione di Otto Braun.
Trasferita in carcere con altre detenute, tra le quali Elise Ewert e Carmen Ghioldi, la moglie di Rodolfo, in aprile si accorse di essere incinta. Malgrado Prestes si fosse assunto tutte le responsabilità della fallita insurrezione del 27 novembre, la prospettiva dell'espulsione di Olga dal Brasile quale soggetto indesiderabile e la sua conseguente consegna alle autorità naziste si faceva molto concreta, stante la decisa volontà in tal senso del dittatore Getúlio Vargas e un articolo della legge sulla sicurezza nazionale, da lui fatta approvare due anni prima, che stabiliva che la Repubblica brasiliana poteva «espellere dal territorio nazionale gli stranieri pericolosi per l'ordine pubblico o nocivi agli interessi del paese».
Esisteva la circostanza che Olga era in gravidanza: la difesa opponeva che non fosse possibile espellere una donna che portava in grembo un bambino, figlio di un brasiliano e che alla nascita sarebbe stato un cittadino brasiliano. Il 17 giugno 1936 la Corte suprema dispose il rigetto dell'eccezione dell'avvocato difensore di Olga.
Intanto, Leocádia e Ligia Prestes, la madre e la sorella di Luís Carlos, fin dalla notizia dell'arresto del congiunto avevano iniziato dalla Russia un lungo viaggio per l'Europa per mobilitare l'opinione pubblica: si erano trasferite in Spagna, poi in Inghilterra e in Francia, dove fu costituito un comitato, di cui facevano parte, tra gli altri, André Malraux e Romain Rolland; chiesero di recarsi negli Stati Uniti per proseguire la campagna di sensibilizzazione, ma fu loro negato il visto.
Il 28 agosto fu reso noto il decreto con il quale Getúlio Vargas disponeva l'espulsione dal Brasile di Olga Benario, «elemento nocivo per gli interessi del paese e pericoloso per l'ordine pubblico». Una nuova istanza, presentata dalla difesa il 15 settembre, di sospensione del decreto in attesa del parto di Olga, e una richiesta di intervento a favore della Benario indirizzata alla moglie del presidente, Darcy Vargas, rimasero senza risposta. In realtà il governo brasiliano aveva già disposto il trasferimento di Olga in Germania mediante un mercantile tedesco - e non tramite un comune piroscafo - in modo che non fossero previsti scali durante il viaggio. Il 23 settembre 1936 Olga Benario fu imbarcata a forza sulla nave La Coruña, ancorata nel porto di Rio e battente la bandiera del Terzo Reich.

### In Germania

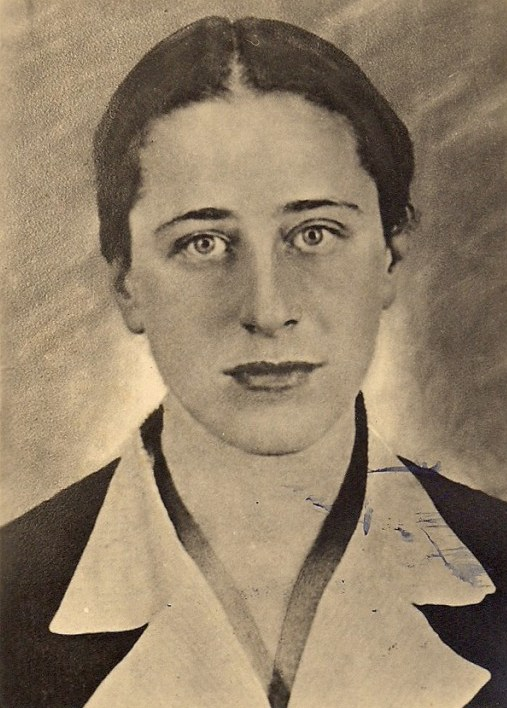
Olga Benário Prestes

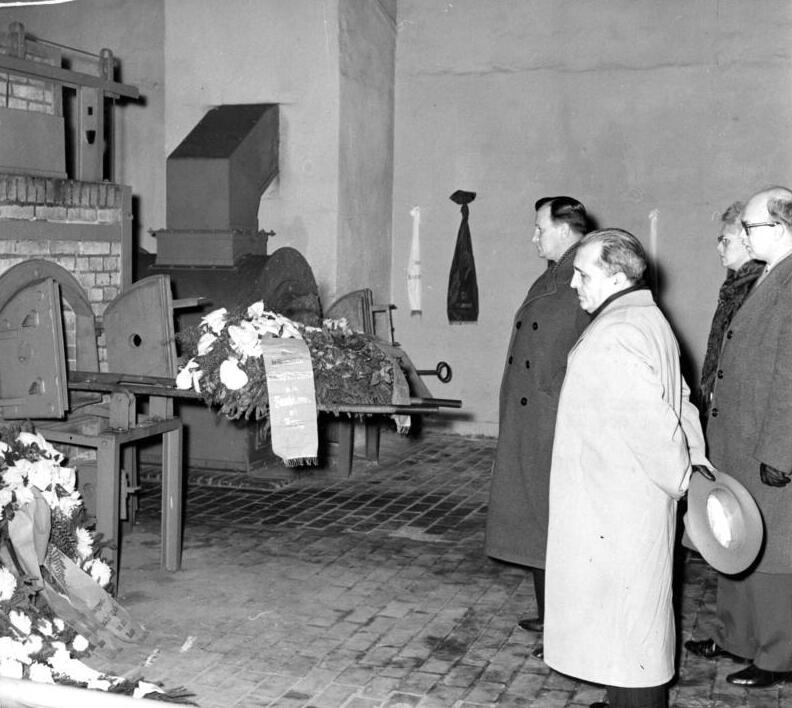
Carlos Prestes in visita a Ravensbruck nel 1959

Olga Benario ed Elise Ewert, altra espulsa dal decreto di Vargas, la mattina del 16 ottobre furono consegnate a un plotone di SS nel porto di Amburgo e qui furono ancora separate: si ritroveranno anni dopo nel lager di Ravensbruck. Olga fu trasportata nella prigione femminile della Gestapo a Berlino, in Barnimstrasse 15. Quando Ligia e Leocádia Prestes seppero dell'estradizione di Olga e della sua gravidanza si misero in contatto con la Croce Rossa internazionale di Ginevra, dove ebbero assicurazioni sulla sorte della nascitura. La bambina - chiamata Anita Leocádia Prestes in onore di Anita Garibaldi e della suocera - nacque il 27 novembre 1936.
Benché le autorità naziste non l'accusassero di nessun reato specifico, Olga rimase nell'infermeria del carcere con la figlia che intanto, malgrado tutto, cresceva sana e robusta. Era tuttavia previsto che, terminato lo svezzamento, Anita fosse affidata a un orfanotrofio. Per evitare questa possibilità, Leocádia e Ligia Prestes ottennero, il 21 gennaio 1938, l'affidamento della nipotina, portandola subito fuori dalla Germania: non poterono vedere Olga e i carcerieri strapparono la figlia ad Olga senza comunicarle la novità. Solo un mese dopo poté ricevere una lettera della suocera, che la informava che Anita era al sicuro a Parigi.
In marzo Olga fu trasferita nel lager di Lichtenburg: qui rimase poco più di un anno, intervallato da alcuni trasferimenti a Berlino per essere interrogata. Con il trascorrere dei mesi, Lichtenburg si riempiva di sempre nuovi detenuti, così che nell'aprile del 1939 Olga e altre centinaia di detenute furono trasferite nel nuovo lager femminile di Ravensbruck.
Le prigioniere erano identificate da un numero e da uno o più triangoli colorati, attaccati sulla giacca della divisa carceraria, che indicavano il motivo della detenzione: Olga portò il triangolo giallo delle ebree e quello nero delle «antisociali». Il lavoro forzato nei lager rappresentava naturalmente un affare per le industrie che ne erano beneficiarie: nel capannone della Siemens installato nel campo di Ravensbruck si produceva materiale bellico, e la giornata lavorativa veniva pagata la miserabile somma di 30 centesimi direttamente al Lagerkommand e non alla detenuta. Altre industrie tedesche sfruttarono il lavoro estorto nei lager: la BMW quello del campo di concentramento di Buchenwald, la Zeiss-Ikon quello di Flossenbürg, la Daimler-Benz quello di Sachsenhausen, la Volkswagen quello di Neuengamme.
Con l'inizio della guerra vennero meno anche le rare possibilità di comunicare per posta, aumentò il numero delle detenute prelevate dai territori conquistati dalla Wehrmacht e nel campo fu aggiunta una sezione maschile. Iniziarono anche gli esperimenti condotti dal medico personale di Heinrich Himmler, il dottor Karl Gebhardt: alcune detenute venivano infettate per studiare lo sviluppo delle malattie veneree e del tetano, ad altre si trapiantavano arti di altre detenute per poter osservare il fenomeno del rigetto.
La «soluzione finale» ebbe inizio nel 1942 e a Ravensbruck fu coordinata dal dottor Fritz Mennecke: le stesse detenute scoprirono che le eliminazioni venivano compiute a Bernburg, nel cui ospedale psichiatrico fin dal 1939 erano stati ricavate stanze sotterranee apparentemente simili a bagni collettivi, soltanto che dai cannelli delle docce si sprigionava gas venefico, e i cadaveri venivano bruciati in un annesso forno crematorio. Il «successo» dell'iniziativa presa a Bernburg convinse le autorità naziste a costituire analoghe camere a gas a Grafeneck, Brandenburg, Harteim, Sonnenstein, Hadamar.

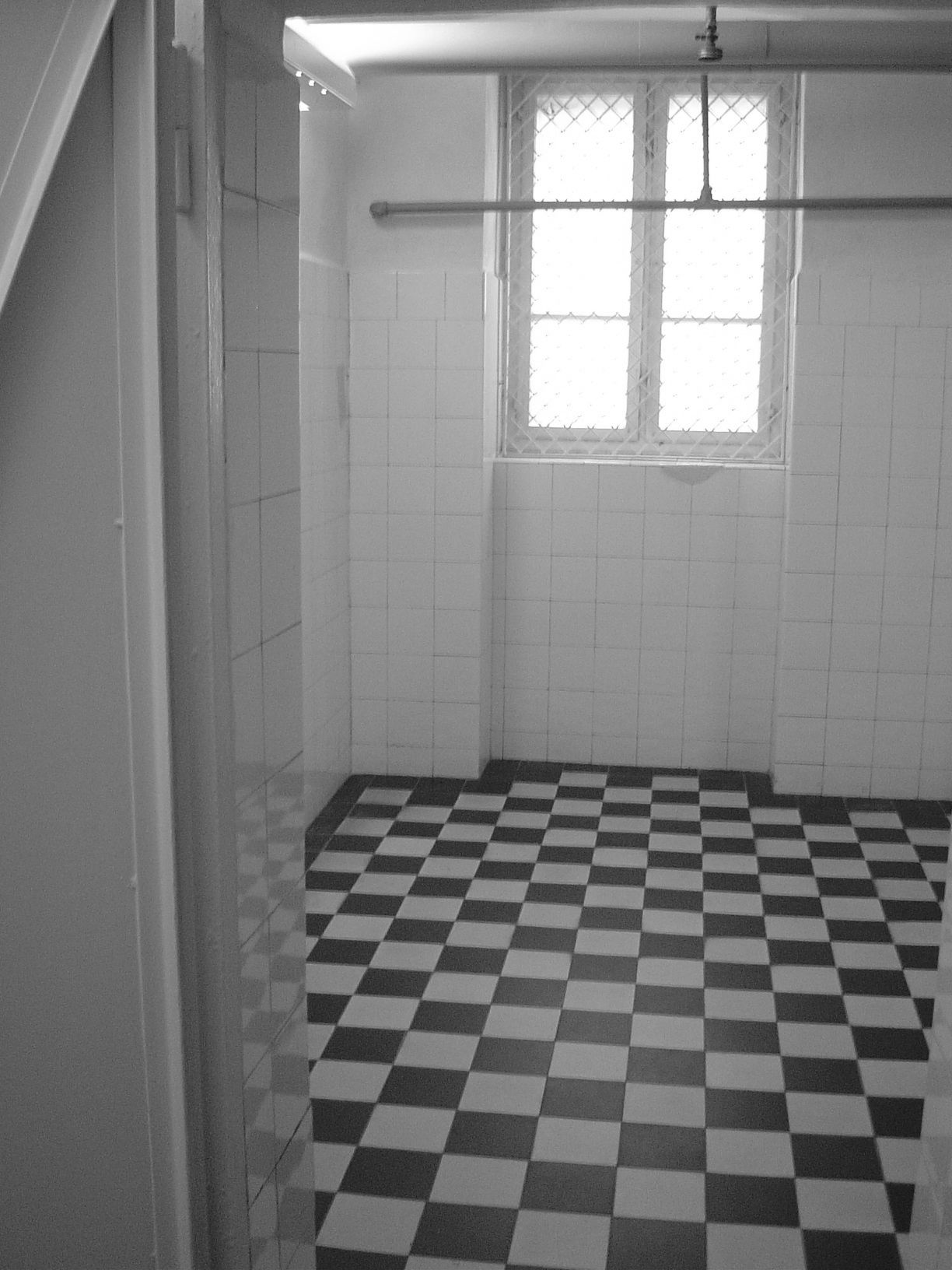
Le camere a gas di Bernburg

In aprile anche Olga fu destinata a Bernburg. La notte prima della partenza, sapendo di morire, scrisse la sua ultima lettera ai famigliari, che ci è stata conservata:
Olga entrò nella camera a gas di Bernburg il 23 aprile 1942. Carlos Prestes seppe della morte di Olga il 15 luglio 1945 quando, liberato dal carcere per effetto di un'amnistia promulgata il precedente 18 aprile, tornava a Rio da una manifestazione politica tenuta a San Paolo.